# Purisimeño

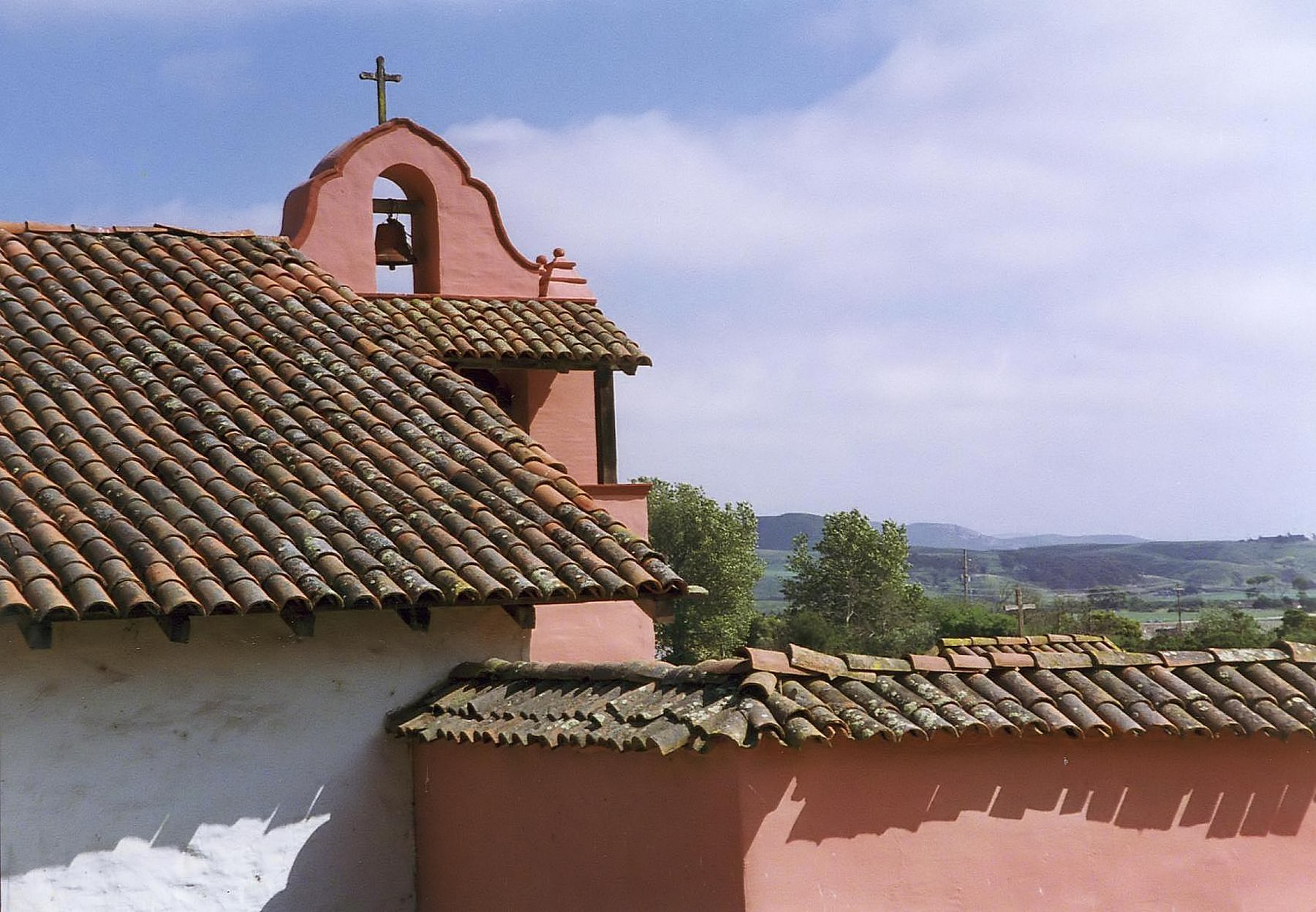
Missió de La Purísima, Lompoc

El purisimeño era una llengua de la família de les llengües chumash parlada tradicionalment al llarg de l'àrea costanera del Sud de Califòrnia vora Lompoc. Era parlada a la Missió de La Purísima.
Un vocabulari de "La Purrissima or Kagimuswas (Purismeno Chumash)" fou recollit per Henry Wetherbee Henshaw el 1884. John Peabody Harrington també va documentar la llengua i va compondre un esbós de gramàtica.